# Alfredo Moreno Osorio
Alfredo Moreno Osorio, Ingeniero de Caminos español, primer  conde de Santa Marta de Babío, nacido en La Coruña en 1871 y fallecido en Madrid en 1932.

## Biografía
Hijo de Alfredo Moreno Moscoso de Altamira, III conde de Fontao y de María de los Dolores Osorio y Chacón, se hizo famoso por trabajar junto con Antonio González Echarte y Carlos Mendoza y Saéz de Argandoña. Así, fue fundador en el año 1904 del gabinete madrileño de ingeniería conocido como Mengemor, acróstico formado con las primeras sílabas de los apellidos de sus fundadores. Es decir: Mendoza, González-Echarte y Moreno.
Por sus méritos el rey Alfonso XIII le concedió en 1924 el título de conde de Santa Marta de Babío. Contrajo matrimonio con Carmen Torres Calderón, con la cual tuvo seis hijos, el mayor de los cuales, José llegaría a ser Alcalde de Madrid.
Sus primeros trabajos en Mengemor fueron la construcción de saltos, presas y demás construcciones necesarias para el entorno hidroeléctrico, muchas en colaboración entusiasta con su consuegro el conde de Guadalhorce y su primo político el duque del Infantado. Fue hermano del también ilustre ingeniero de Caminos José Moreno Osorio, y abuelo materno del jinete y olimpista español Alfredo Goyeneche Moreno.

## Descendencia
De su matrimonio con Carmen Torres Calderón, nacieron:
- José Moreno Torres, II conde de Santa Marta de Babío, casado con Isabel Benjumea Heredia
- Jacobo Moreno Torres, casado con Angela Mercader
- Milagros Moreno Torres, casada con Joaquín Crespí de Valldaura y Cavero, marqués de Las Palmas
- Carmen Moreno Torres, casada con Juan Goyeneche y San Gil, conde de Guaqui
- Alfredo Moreno Torres, casado con Gabriela Poveda y Echagüe
- Pedro Moreno Torres, casado con Dolores de la Cuesta